# Пэнху (уезд)
Уезд Пэнху́ (кит. трад. 澎湖縣, пиньинь Pénghú xiàn) — один из уездов провинции Тайвань Китайской Республики.

## География
Территорию уезда образует одноимённый архипелаг в Тайваньском проливе к западу от острова Тайвань.

## Население
В 2012 году в уезде проживало 99 тысяч человек.

## История
В 1281 году на архипелаге было организовано военное управление (кит. упр. 巡检司, палл. сюньцзяньсы), просуществовавшее до 1388 года. В 1563 году Юй Даю в ходе борьбы с пиратами-вако опять создал сюньцзяньсы на архипелаге, ликвидированное после его смерти.
В начале XVII века к архипелагу стали проявлять интерес голландцы, и поэтому в середине XVII века в борьбу за архипелаг включились власти империи Мин. С 1626 по 1658 года архипелагом управлял Чжэн Чжилун (ставший командующим китайским флотом). В 1661 году сын Чжэн Чжилуна Чжэн Чэнгун прогнал голландцев с островов, и они вошли в состав государства семьи Чжэн. В 1683 году после битвы за архипелаг Пэнху государство семьи Чжэн сдалось Цинской империи, и эти острова стали частью провинции Фуцзянь. В 1727 году здесь был образован Пэнхуский комиссариат (澎湖廳), подчинённый Тайваньской управе (台灣府). В 1885 году в ходе франко-китайской войны острова были захвачены французскими войсками, и возвращены Цинской империи в соответствии с условиями завершившего войну мирного договора. В 1887 году остров Тайвань был выделен в отдельную провинцию, и острова перешли в её состав.
В 1895 году японцы захватили Пэнху, и Тайвань был передан Японии. Японцы образовали на островах уезд Хоко (澎湖廳), подчинённый напрямую генерал-губернатору Тайваня. В 1920 году на Тайвань была распространена структура административного деления собственно японских островов, и были введены префектуры-сю (州) и уезды-гун (郡); был образован уезд Хоко (澎湖郡) префектуры Такао (高雄州). В 1926 году, однако, вместо уезда-гун на островах опять был образован уезд-тё, подчинённый напрямую генерал-губернатору.
После капитуляции Японии в 1945 году и возвращения Тайваня под юрисдикцию Китая японский уезд Хоко опять стал китайским уездом Пэнху провинции Тайвань.

## Административное деление
В состав уезда Пэнху входят один город уездного подчинения и 5 сельских волостей.
- Города уездного подчинения
  - Магун
- Сельские волости
  - Хуси (湖西鄉)
  - Байша (白沙鄉)
  - Сиюй (西嶼鄉)
  - Ванъань (望安鄉)
  - Цимэй (七美鄉)